# Neobisium heros
Espèce
Neobisium heros est une espèce de pseudoscorpions de la famille des Neobisiidae.

## Distribution
Cette espèce se rencontre au Monténégro et en Croatie.

## Publication originale
- Beier, 1938 : Vorläufige Mitteilung über neue Höhlenpseudoscorpione der Balkanhalbinsel. Studien aus dem Gebiete der Allgemeinen Karstforschung, der Wissenschaftlichen Höhlenkunde, der Eiszeitforschung und den Nachbargebieten, vol. 3, p. 5-8.